# Ernst Heilborn
Ernst Friedrich Heilborn (* 10. Juni 1867 in Berlin; † 16. Mai 1942) war ein deutscher Schriftsteller, Kritiker und Publizist.

## Leben und Werk
Nach dem Abitur am Französischen Gymnasium in Berlin studierte Heilborn Philosophie, Geschichte und Germanistik an den Universitäten in Jena und Berlin. Er promovierte 1890 mit der Arbeit Der Wortschatz der sogenannten ersten schlesischen dichterschule in wortbildung und wortzusammensetzung dargestellt (sic!).
Seine publizistische Tätigkeit begann in den 1890er Jahren. Er war Redakteur mehrerer Zeitungen und Zeitschriften und von 1911 bis 1933 Herausgeber des Literarischen Echos (seit 1923 Die Literatur). Seit 1901 berichtete er für die Frankfurter Zeitung aus dem Berliner Theaterleben.
Als Buchautor verfasste er kultur- und literaturhistorische Darstellungen und Biografien, außerdem einige Romane. Ab 1933 wurden seine publizistischen Tätigkeiten aufgrund seiner jüdischen Herkunft eingeschränkt, im November 1936 wurde gegen ihn ein Schreibverbot verhängt. 1937 reiste er nach Palästina, kehrte jedoch nach Deutschland zurück. 1942 wurde ihm die erneute Ausreise verweigert, er und seine Frau wurden bei einem Fluchtversuch festgenommen. Heilborn starb im Gefängnis.

## Veröffentlichungen (Auswahl)

### Kulturhistorische Schriften
- Vom Geist der Erde – Ein Zeitbrevier. Egon Fleischel, Berlin 1921.
- Zwischen zwei Revolutionen. 2 Bände:
  - Band 1: Der Geist der Schinkelzeit (1789–1848). Berlin 1927.
  - Band 2: Der Geist der Bismarckzeit (1848–1918). Berlin 1929.
- Die Gute Stube – Berliner Geselligkeit im 19. Jahrhundert. Rikola, Wien/München/Leipzig 1922.
- Deutschlandreisen in alter Zeit. Societäts-Verlag Frankfurt am Main, 1934.
- Das Fontane-Buch. S. Fischer, Verlag, Berlin, 1919.

### Belletristisches
- Kleefeld. Roman. Stuttgart 1900.
- Der Samariter. Roman. Berlin 1901.
- Josua Kersten. Roman. Berlin 1908.
- Die steile Stufe. Roman. Egon Fleischel, Berlin 1910.
- Die kupferne Stadt. Legenden. Berlin 1918.
- Tor und Törin. Novelle. Leipzig 1927.
- Die steile Stufe. Roman. Jaron Verlag, Berlin 2024.

### Herausgeberschaften
- Novalis: Schriften. Kritische Neuausgabe auf Grund des handschriftlichen Nachlasses. 2 Bände. Berlin 1901.
- Eduard von Keyserling:  Romane der Dämmerung.  Fürstinnen (1915); Am Südhang (1914); Abendliche Häuser (1913); Im stillen Winkel (1914).  Berlin, S. Fischer o. J.
- Ernte. Jahrbuch der Halbmonatsschrift DAS LITERARISCHE ECHO. Erster bis dritter Band 1919–1921, Deutsche Verlagsanstalt Stuttgart, OCLC 242217717